# Хатьково
Хатьково (бел. Хацькава), также встречается название Хотьково — деревня в Александрийском сельсовете Шкловского района Могилёвской области Белоруссии.
Деревня расположена на высоте 193 м над уровнем моря, на севере Могилёвской области.

## История
Упоминается в 1642 году как деревня в Оршанском повете ВКЛ.
В годы Великой Отечественной войны на оккупированной фашистами территории Шкловского района действовала партизанская бригада «Чекист». Она была сформирована в конце мая 1942 года на базе отрядов И. Д. Буланова и Г. А. Кирпича как «Объединение партизанских отрядов». В июле 1942 года партизанское объединение было реорганизовано в бригаду «Чекист». Командиром бригады стал Кирпич Г. А., комиссарами — Ф. И. Букштынов и Ф. Н. Седлецкий.
В 1,5 км к северо-востоку от Хотькова в честь партизан поставлен обелиск и построена землянка.